# Montreux-Château
Montreux-Château (deutsch früher Burg-Münsterol und Münsterol die Burg) ist eine französische Gemeinde mit 1167 Einwohnern (Stand: 1. Januar 2022) im Territoire de Belfort in der Region Bourgogne-Franche-Comté. Die Bewohner werden Montreusiens und Montreusiennes genannt.
Die Gemeinde erhielt 2023 die Auszeichnung „Drei Blumen“, die vom Conseil national des villes et villages fleuris (CNVVF) im Rahmen des jährlichen Wettbewerbs der blumengeschmückten Städte und Dörfer verliehen wird.

## Geographie
Montreux-Château liegt auf 340 m Höhe, etwa zwölf Kilometer ostsüdöstlich der Stadt Belfort (Luftlinie). Das Dorf erstreckt sich im Flachland der Burgundischen Pforte, in der weiten Talebene des Ruisseau de Saint-Nicolas, in den hier die Suarcine mündet, nördlich der Wasserstraße des Rhein-Rhône-Kanals.
Die Fläche des 4,66 km² großen Gemeindegebiets umfasst einen Abschnitt der nur schwach reliefierten Landschaft im Bereich der Burgundischen Pforte (Trouée de Belfort). Eingefasst wird das Gebiet im Osten und Süden durch die rund ein Kilometer breite Talebene des Ruisseau de Saint-Nicolas, der für die Entwässerung zur Allaine sorgt. Südlich des Dorfes mündet von links die Suarcine. In der Talebene befindet sich die Wasserstraße des Rhein-Rhône-Kanals, die bei Montreux-Château die Höhendifferenz mit einer Schleuse überwindet. Vom Ruisseau de Saint-Nicolas erstreckt sich das Gemeindeareal nach Nordwesten über die Talaue auf das angrenzende Plateau, das nur rund 10 bis 15 Meter höher liegt als der Talboden. Es ist überwiegend mit Acker- und Wiesland bedeckt. Mit 366 m wird an der nördlichen Gemeindegrenze die höchste Erhebung von Montreux-Château erreicht. Die westliche Abgrenzung verläuft in der Talmulde der Madeleine, eines rechten Zuflusses des Ruisseau de Saint-Nicolas.
Nachbargemeinden von Montreux-Château sind Cunelières im Norden, Montreux-Vieux und Montreux-Jeune im Osten, Bretagne und Autrechêne im Süden sowie Novillard und Petit-Croix im Westen.

## Geschichte
Der Ort wurde erstmals im Jahr 1170 als Musterol erwähnt. Weitere Bezeichnungen waren Munstrol (1188), Moustrieut (1265), Minstrol (1295), Minsterueil le Chestel (1333), Munsterol (1349), Monturol le chaistel (1427), Mostereulx und Munstroll (1440), Münstrol (1454), Mostruelz und Münsterol (1458), Mosturieulx le chaistel (1468), Monstureulz (1520), Monstereux le châtel (1582) und Monstureux (1630).
Anfang des 12. Jahrhunderts ließen die Grafen von Pfirt die Burg Montreux erbauen. Zur Herrschaft Montreux gehörten die umliegenden Dörfer Bretagne, Chavannes-les-Grands, Chavannes-sur-l'Étang, Cunelières, Fontaine, Lutran, Magny, Montreux-Jeune, Montreux-Vieux, Romagny und Valdieu. Durch Kauf gelangte die Herrschaft 1350 unter die Oberhoheit der Habsburger. Nachdem das Geschlecht der Familie Montreux um 1560 erloschen war, fiel die Herrschaft an die Familie Reinach, die den Sitz nach Foussemagne verlegte. Zusammen mit dem Sundgau kam Montreux mit dem Westfälischen Frieden 1648 an die französische Krone. 
Seit 1793 gehörte das Dorf zum Département Haut-Rhin, verblieb jedoch nach dem Deutsch-Französischen Krieg 1871 als Teil des arrondissement subsistant du Haut-Rhin im Gegensatz zum restlichen Elsass bei Frankreich. Mit dieser Grenzziehung wurden die drei Montreux politisch und administrativ getrennt: Montreux-Château gehörte fortan zum Territoire de Belfort, während Montreux-Vieux und Montreux-Jeune im Elsass (Haut-Rhin) blieben. Von 1999 bis 2013 war Montreux-Château Verwaltungssitz des Gemeindeverbandes Communauté de communes du Bassin de la Bourbeuse, der 2017 in die Grand Belfort Communauté d’Agglomération aufging.

## Sehenswürdigkeiten
Die Kirche Notre-Dame de la Paix im Stil der modernen Architektur wurde am 30. August 1953 eingeweiht. In der Kapelle Sainte-Catherine, die im 16. Jahrhundert erbaut wurde, befinden sich die Grabplatten der Familie Reinach.
Der Erdhügel einer Turmhügelburg aus dem 13. und 14. Jahrhundert sind am Lieu-dit Le Château zu sehen. Sie ist seit 1994 als Monument historique eingeschrieben.

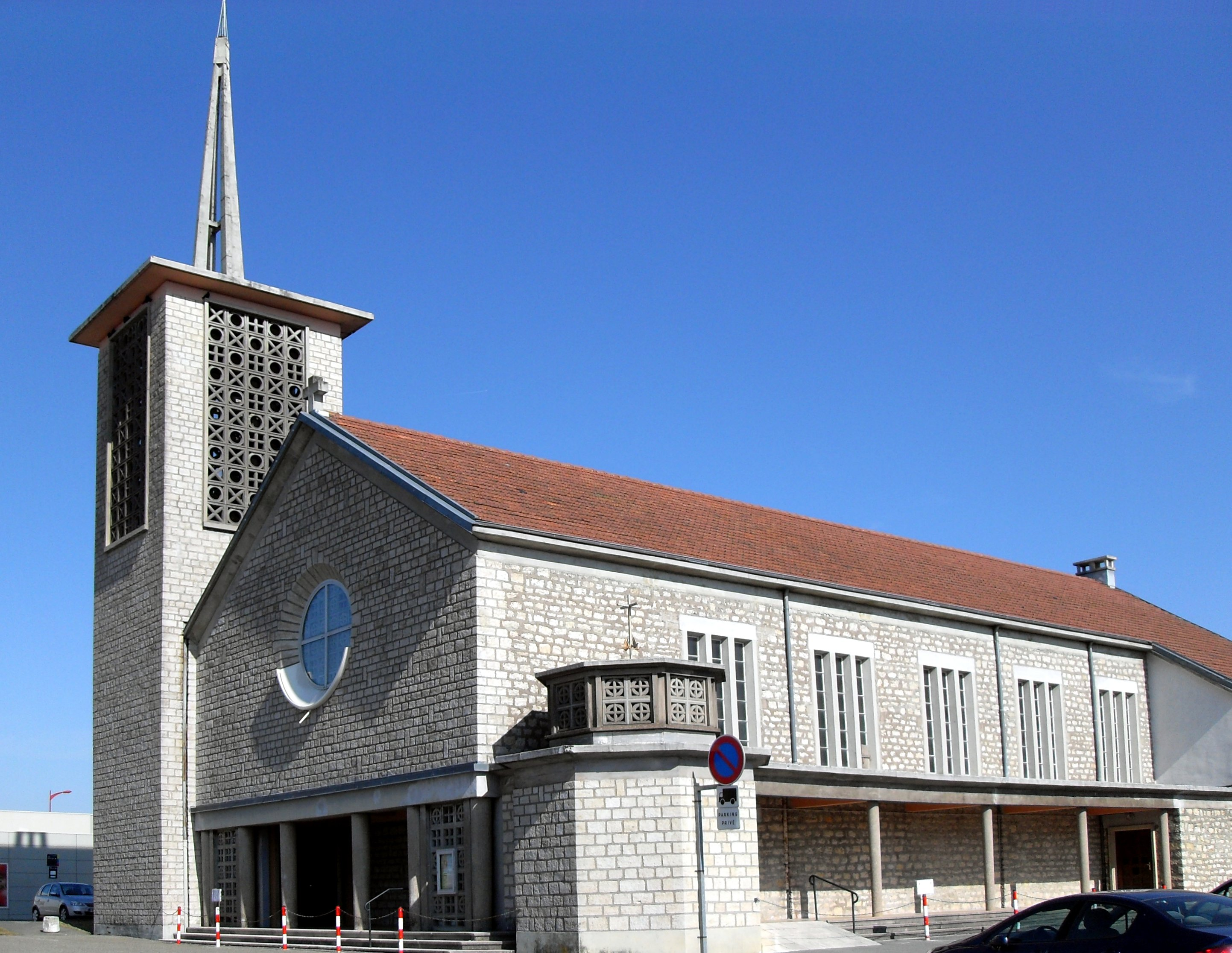
Kirche Notre-Dame-de-la-Paix
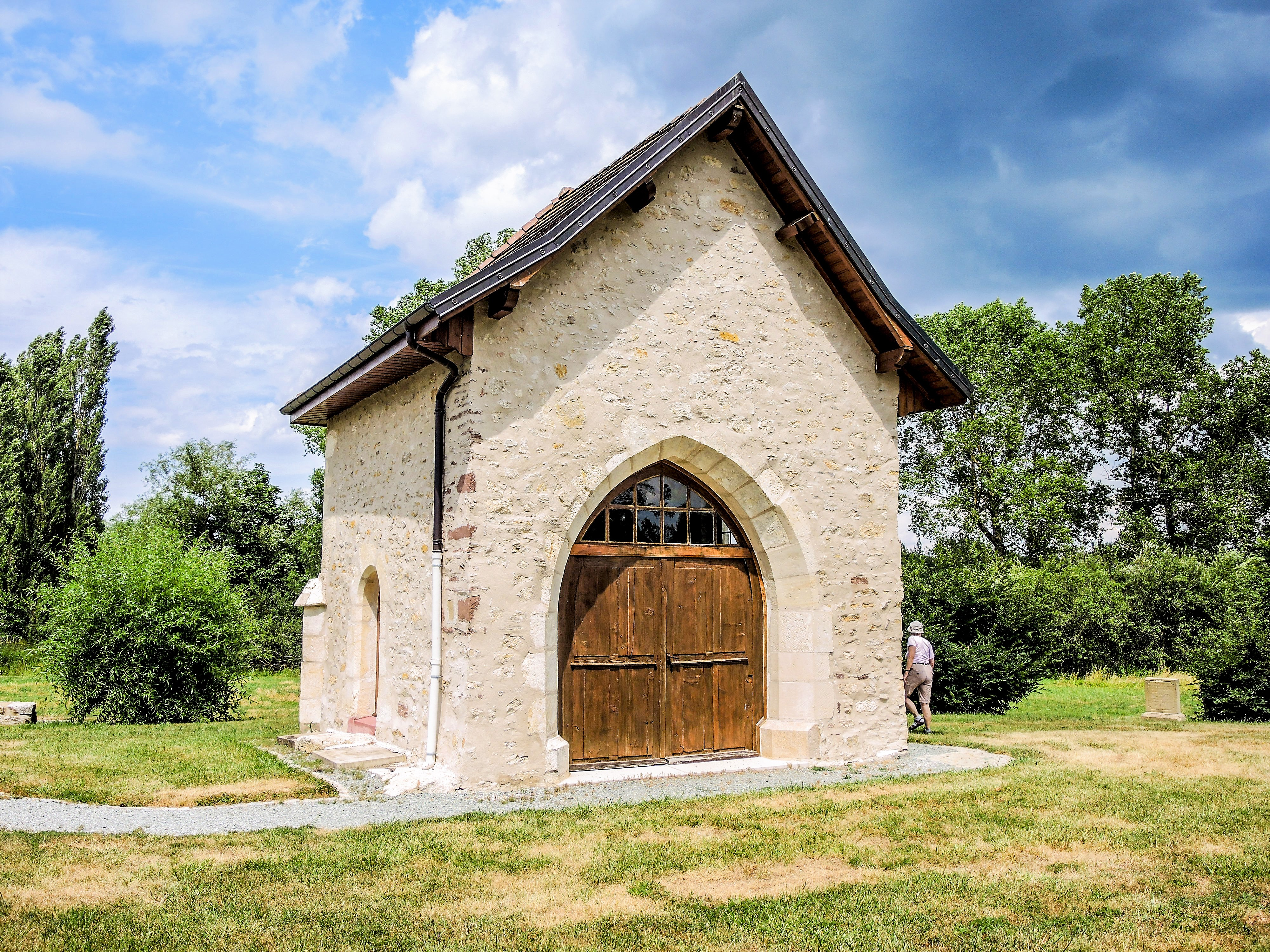
Kapelle Sainte-Catherine
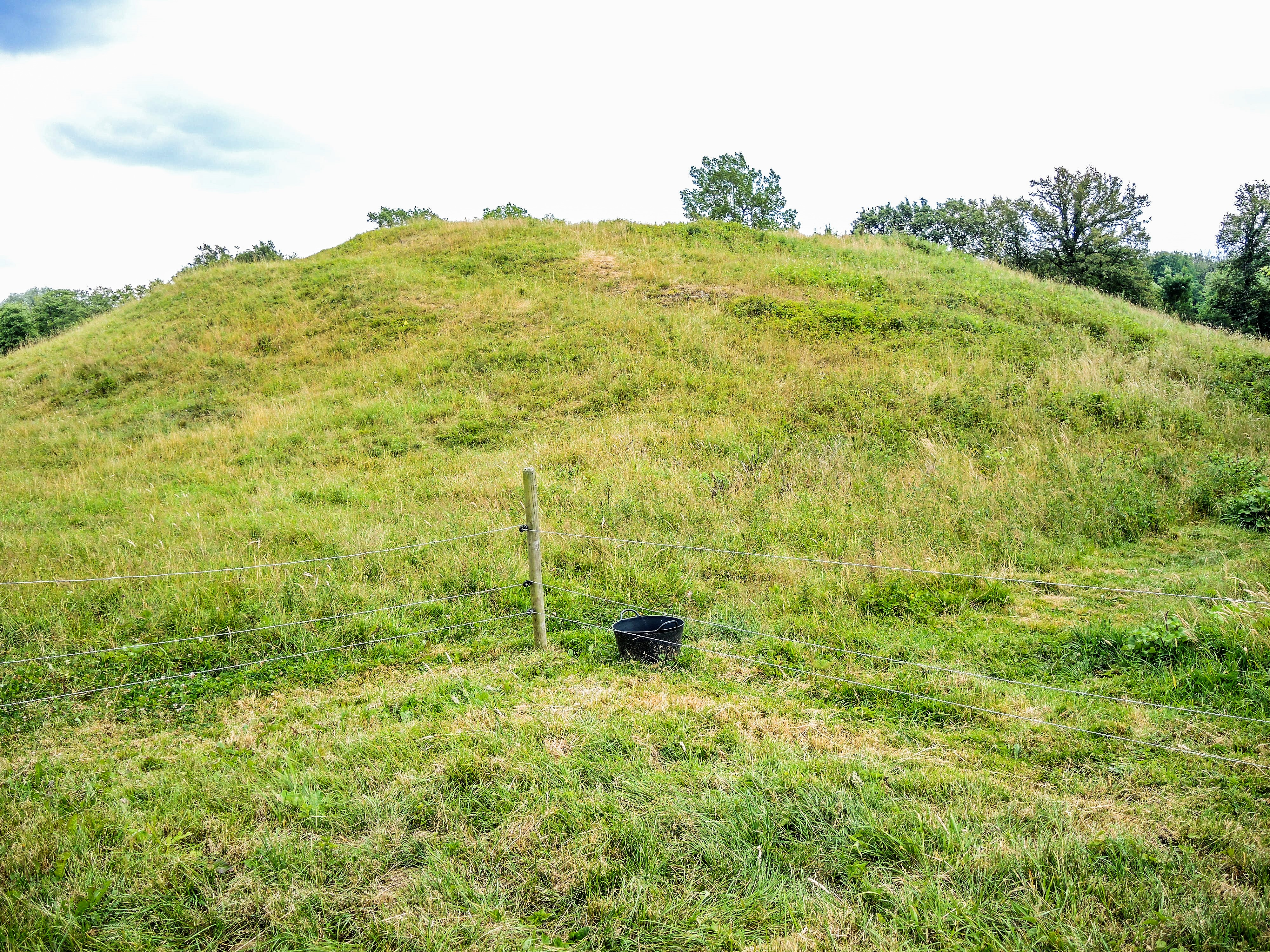
Erdhügel der Turmhügelburg
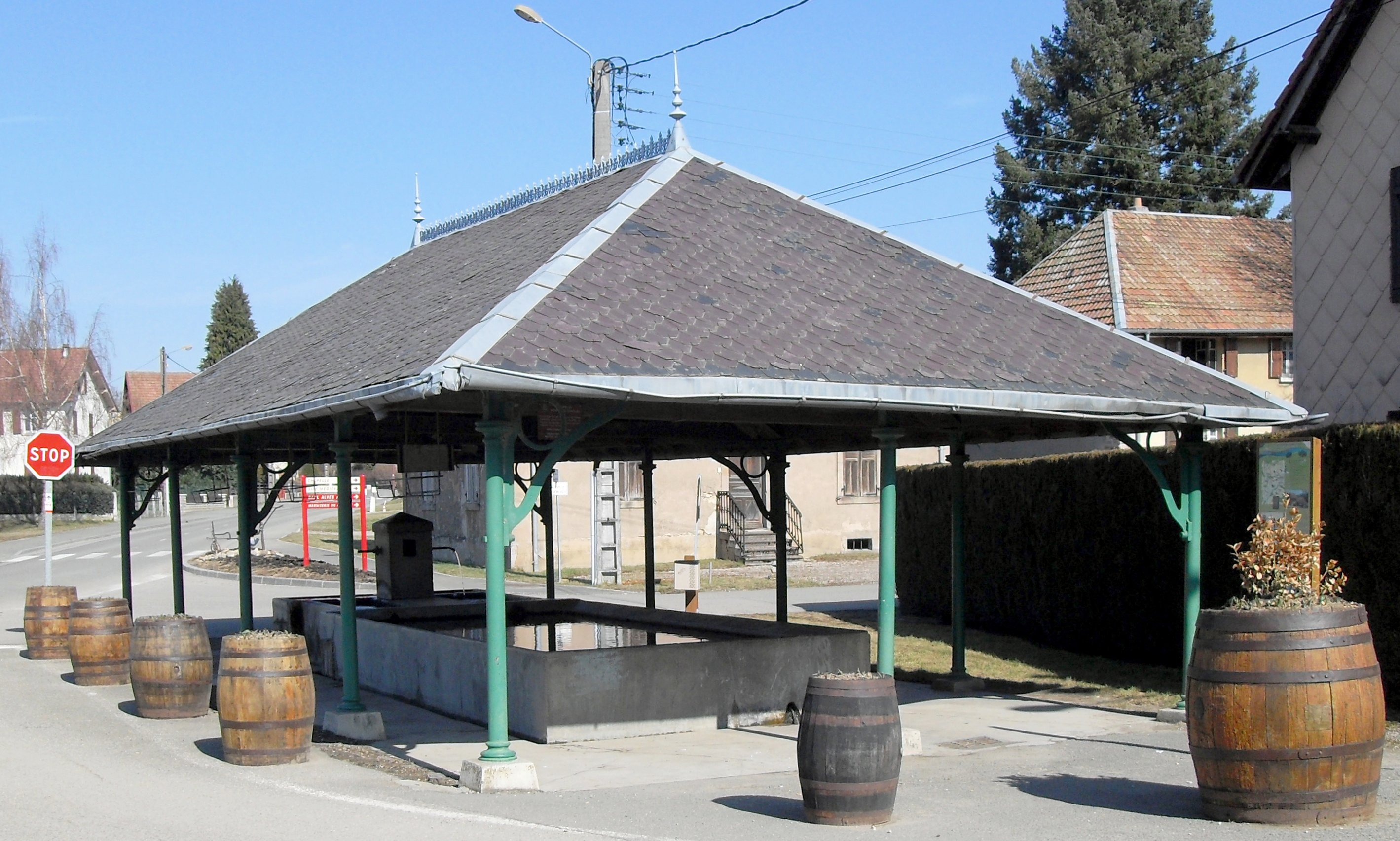
Lavoir (Waschhaus)
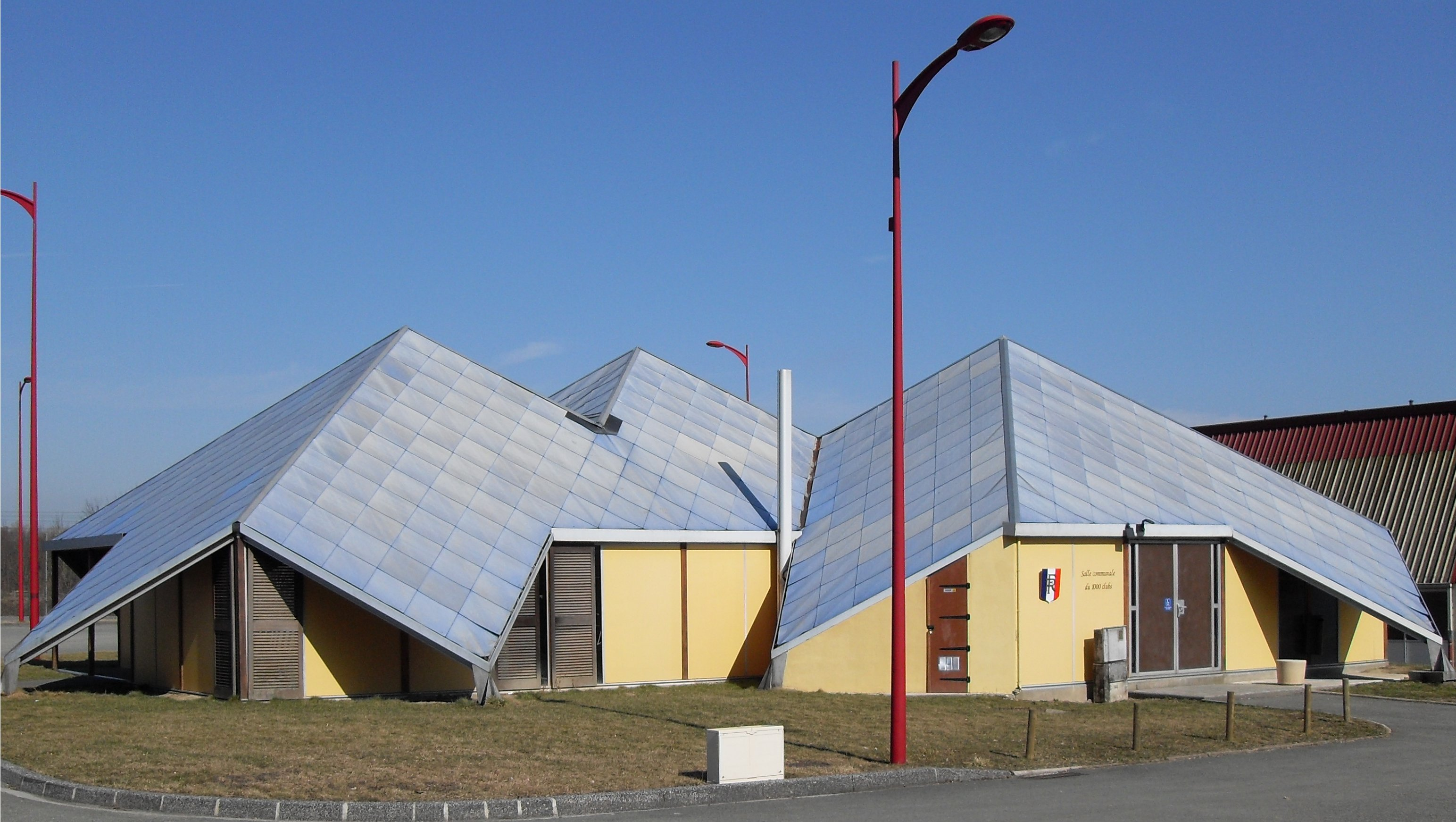
Gemeindehaus
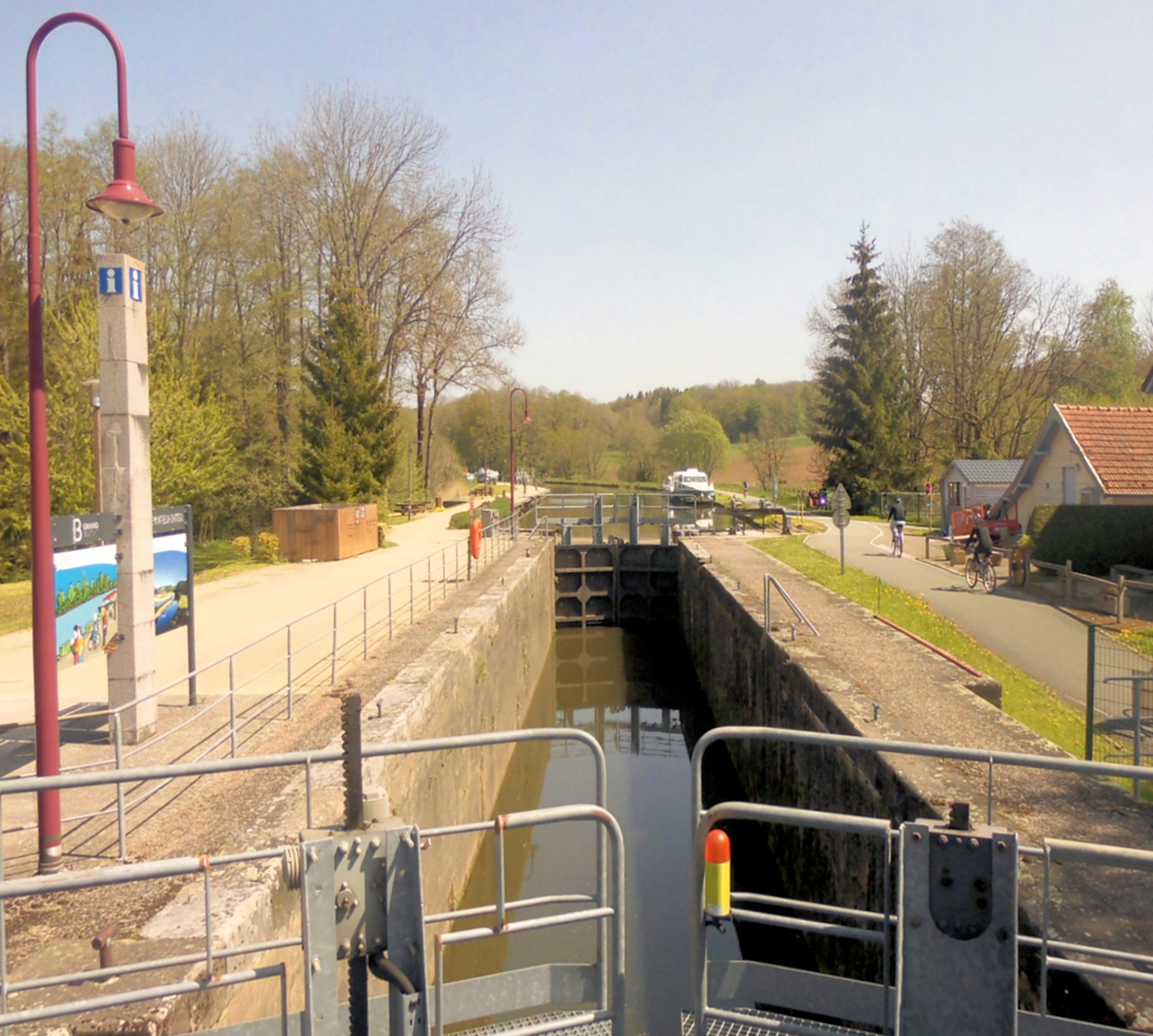
Schleuse am Rhein-Rhône-Kanal

## Bevölkerung
| Jahr | Einwohner |
| ---- | --------- |
| 1962 | 917       |
| 1968 | 891       |
| 1975 | 942       |
| 1982 | 1018      |
| 1990 | 927       |
| 1999 | 971       |
| 2013 | 1126      |
| 2020 | 1172      |

Mit 1167 Einwohnern (1. Januar 2022) gehört Montreux-Château zu den kleineren Gemeinden des Département Territoire de Belfort. Nachdem die Einwohnerzahl in der ersten Hälfte des 20. Jahrhunderts deutlich abgenommen hatte (1911 wurden noch 1317 Personen gezählt), wurde seit Beginn der 1960er Jahre verschiedene Schwankungen verzeichnet, ab 1990 allerdings eine stetige Zunahme.

## Wirtschaft und Infrastruktur
Montreux-Château war bis weit ins 20. Jahrhundert hinein ein vorwiegend durch die Landwirtschaft (Ackerbau, Obstbau und Viehzucht) geprägtes Dorf. Daneben gibt es heute verschiedene Betriebe des Klein- und Mittelgewerbes, darunter ein Unternehmen des Baugewerbes. Mittlerweile hat sich das Dorf zu einer Wohngemeinde gewandelt. Viele Erwerbstätige sind deshalb Pendler, die in den größeren Ortschaften der Umgebung und in der Agglomeration Belfort ihrer Arbeit nachgehen. Montreux-Château ist Standort des öffentlichen Collège „Camille Claudel“.
Die Ortschaft liegt abseits der größeren Straßenverbindungen an einer Departementsstraße, die von Delle nach Fontaine führt. Der nächste Anschluss an die Autoroute A 36 befindet sich in einer Entfernung von ungefähr zehn Kilometern. Weitere Straßenverbindungen bestehen mit Montreux-Vieux, Petit-Croix und Chavannes-les-Grands. Montreux-Château besitzt einen Bahnhof Petit-Croix an der Eisenbahnlinie von Mülhausen nach Belfort, die von Zügen der TER Grand Est bedient wird.